# Hunter Killer - Caccia negli abissi
Hunter Killer - Caccia negli abissi (Hunter Killer) è un film del 2018 diretto da Donovan Marsh con protagonisti Gerard Butler, Gary Oldman, Common e Linda Cardellini.
Il film è l'adattamento cinematografico del romanzo del 2012 Firing Point scritto da Don Keith e George Wallace.

## Trama
In seguito ad un colpo di Stato effettuato dal ministro della difesa russo, il comandante Joe Glass del sottomarino USS Arkansas e un team Navy SEAL si trovano loro malgrado a dover salvare il presidente russo per evitare un conflitto tra Russia e Stati Uniti d'America

## Produzione
Le riprese del film sono iniziate il 25 luglio 2016 a Londra.

## Promozione
Il primo trailer del film viene diffuso il 26 luglio 2018.

## Distribuzione
Il film è stato distribuito nelle sale cinematografiche statunitensi a partire dal 26 ottobre 2018 da Summit Entertainment, ed in quelle italiane dall'8 novembre dello stesso anno da parte di Eagle Pictures.

### Divieti
Negli Stati Uniti, la pellicola è stata vietata ai minori di 17 anni non accompagnati da adulti per la presenza di "violenza e linguaggio non adatto".
L'uscita del film in Ucraina, originariamente prevista per il 25 ottobre 2018, è stata bloccata a tempo indefinito dal ministro della cultura ucraino Jevhen Nyščuk a causa di una legge che proibisce espressamente la distribuzione di film raffiguranti la "potenza militare della Russia", i cui rapporti con l'Ucraina sono stati tesi dall'annessione russa della Crimea del 2014.
Similmente, in Russia il film ha visto cancellata la sua anteprima nazionale, prevista per il 1º novembre, dopo aver fallito nell'ottenere il visto ministeriale necessario. Il ministro della cultura russo Vladimir Mjedinskij ha sostenuto a tal proposito che la copia del film consegnatagli fosse di scarsa qualità e che la copia sostitutiva fosse giunta troppo tardi perché il visto potesse venir applicato. Alcuni giornalisti e membri dell'opposizione hanno invece ipotizzato che la decisione fosse avvenuta a causa del contenuto "politicamente sensibile" del film, che vede l'ipotetica deposizione del presidente russo a seguito di un colpo di Stato. Il film ha ottenuto il visto la settimana seguente, venendo distribuito nelle sale cinematografiche russe a partire dall'8 novembre, nonostante Mjedinskij ne abbia personalmente sconsigliato la visione.